# Leucé
 (novembre 2024).
Si vous disposez d'ouvrages ou d'articles de référence ou si vous connaissez des sites web de qualité traitant du thème abordé ici, merci de compléter l'article en donnant les références utiles à sa vérifiabilité et en les liant à la section « Notes et références ».
Dans la mythologie grecque, Leucé ou Leuké (en grec, Λευκή / blanc ou peuplier blanc) était la plus belle des nymphes et la fille du Titan Océanos.

## Mythologie
Hadès, le maître des Enfers, tomba amoureux d'elle et l'emmena aux Enfers, mais elle était une divinité défectueuse (comme Méduse qui était la seule des Gorgones qui était mortelle). Elle a vieilli et est morte de façon naturelle.
Pour l'éterniser, Hadès a transformé son corps en peuplier blanc qui a commencé à grandir sur les Champs Elysées. Dans certaines versions, il est dit que Perséphone, déesse des Enfers et épouse d'Hadès, était responsable de sa transformation, car le peuplier blanc est une plante sacrée pour Perséphone. 
Le héros Héraclès a pris des feuilles de cet arbre et a créé une couronne pour commémorer sa victoire sur Cerbère et honorer le dieu des Enfers. Bien qu'il ne semble pas exister de rapport direct, on désigne également sous le nom d’île de Leucé, l'Île Blanche séjour de certains héros après leur mort.

## Source
- Pausanias, Description de la Grèce [détail des éditions] [lire en ligne] (V, 14, 2).